# Xericeps
Xericeps is een geslacht van uitgestorven pterosauriërs, behorend tot de Pterodactyloidea, dat leefde tijdens het Laat-Krijt in het gebied van het huidige Marokko.

## Vondst en naamgeving
Mijnwerkers op het plateau van Aferdou N'Chaft, nabij de oase van Hassi el Begaa in de provincie Er Rachidia in het zuidoosten van Marokko, aan de Algerijnse grens, vonden een stuk van de onderkaken van een pterosauriër. In januari 2017 werd dit direct van de mijnwerkers aangekocht door de Britse paleontoloog David M. Martill, die zo de herkomst vrij precies kon vaststellen.
Reeds in september 2017 werd de typesoort Xericeps curvirostris benoemd en beschreven door David M. Martill, David M. Unwin, Nizar Ibrahim en Nicholas Longrich. De geslachtsnaam is een combinatie van het Oudgriekse xeros, 'droog', een verwijzing naar de Saharawoestijn waarin het fossiel gevonden is, en het Latijnse suffix ~ceps, 'grijper', een verwijzing naar het feit dat het dier alleen van de kaken bekend is die de vorm hebben van een forceps, een verlostang. De soortaanduiding is een combinatie van het Latijn curvus, 'gebogen', en rostrum, 'snuit', een verwijzing naar de opwaartse buiging van de onderkaak die ook voor de snuit aangenomen wordt.
Het holotype FSAC-KK-10700 is gevonden in de Kem Kem-lagen die dateren uit het Albien-Cenomanien. Het bestaat uit de achterkant van de symfyse, de voorste vergroeiing, van de onderkaken. De botstructuur wijst op een volwassen dier. Het fossiel maakt deel uit van de collectie van het Département de Géologie (Paléontologie), Faculté des Sciences Aïn Chock, Université Hassan II te Casablanca.

## Beschrijving
Xericeps is een middelgrote pterosauriër. Martill geeft aan dat met 'middelgroot' een spanwijdte van tussen de drie en acht meter bedoeld wordt maar dat Xericeps eerder wat aan de kleine kant is. Het stuk kaak heeft een lengte van 173 millimeter. Het loopt naar voren taps toe, achteraan zesentwintig millimeter hoog en zestien breed, vooraan twaalf millimeter hoog en acht breed.
De beschrijvers gaven één autapomorfie aan, unieke afgeleide eigenschap, die bewijst dat het om een geldig taxon gaat. De symfyse heeft op de onderzijde een doorlopende lengtegroeve op de middenlijn. Het stuk kaak wijkt ook in de richels af van Alanqa, een pterosauriër uit dezelfde lagen, omdat die bij de laatste soort naar voren toe samenvloeien.
Verder is er een onderscheidende combinatie van kenmerken. De onderkaak is naar boven gebogen waarbij ook het bovenvlak een holle curve vormt. De onderzijde heeft geen kiel. Ook bovenop is er op de middenlijn een, brede, lengtegroeve, tussen de twee licht opstaande beenwanden van het dentarium, aan de achterzijde van de symfyse. Deze groeve wordt naar voren toe ondieper. De botwanden van de zijkanten worden naar voren toe dikker. Vooraan hebben de zijkanten een bol profiel in bovenaanzicht.
Opvallend is dat de kaken tandeloos zijn. Langs de onderranden liggen vijf paar langwerpige foramina, openingen voor aderkanalen.

## Fylogenie
Gebogen tandeloze kaken komen in het midden van het Krijt zowel voor bij Pterodontoidea als bij Azhdarchoidea. De foramina zijn echter typisch voor die laatste groep en daar plaatste Martill Xericeps dan ook in, meer precies in de Neoazhdarchia. Misschien is Xericeps nauw verwant aan Alanqa in de Azhdarchidae omdat beiden opstaande richels hebben. Dat alles was echter niet gebaseerd op een exacte kladistische analyse.